# Masacre de Bathurst
La Guerra de Bathurst, que tuvo lugar entre 1824 y 1826, fue una serie de conflictos entre colonos británicos y el pueblo Wiradjuri en la región de Bathurst, Nueva Gales del Sur, Australia.

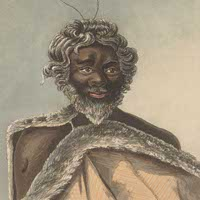
Ilustración de un guerrero wirayuri, que se cree que representa a Windradyne

## Contexto y Causas
La Guerra de Bathurst se originó por la expansión de los colonos británicos en las tierras de los Wiradjuri, lo que generó competencia por los recursos y una gran perturbación en el modo de vida de los aborígenes. La expansión agrícola y ganadera de los colonos británicos apoyados por el estado británico que frecuentemente ignoraba los derechos y necesidades de los pueblos indígenas.

## Eventos Principales
El conflicto comenzó en 1824 cuando los Wiradjuri, liderados por guerreros como Windradyne, comenzaron a resistir la expansión de los colonos. Esta resistencia incluyó ataques a granjas y colonos, lo que fue respondido con represalias violentas por parte de los colonos y las autoridades coloniales parte del estado británico. En agosto de 1824, el gobernador Thomas Brisbane declaró la ley marcial en el área de Bathurst, permitiendo a los colonos y soldados tomar medidas severas contra los Wiradjuri.

## Consecuencias
La ley marcial y las acciones militares resultaron en numerosas bajas entre los Wiradjuri. Aunque no se conoce el número exacto de muertos, se sabe que los Wiradjuri sufrieron grandes matanzas de niños y mujeres, el estado sofocó en 1826 las revueltas. Windradyne finalmente se rindió, marcando el fin de la resistencia organizada en la región de Bathurst.